# Піхотна дивізія Вермахту

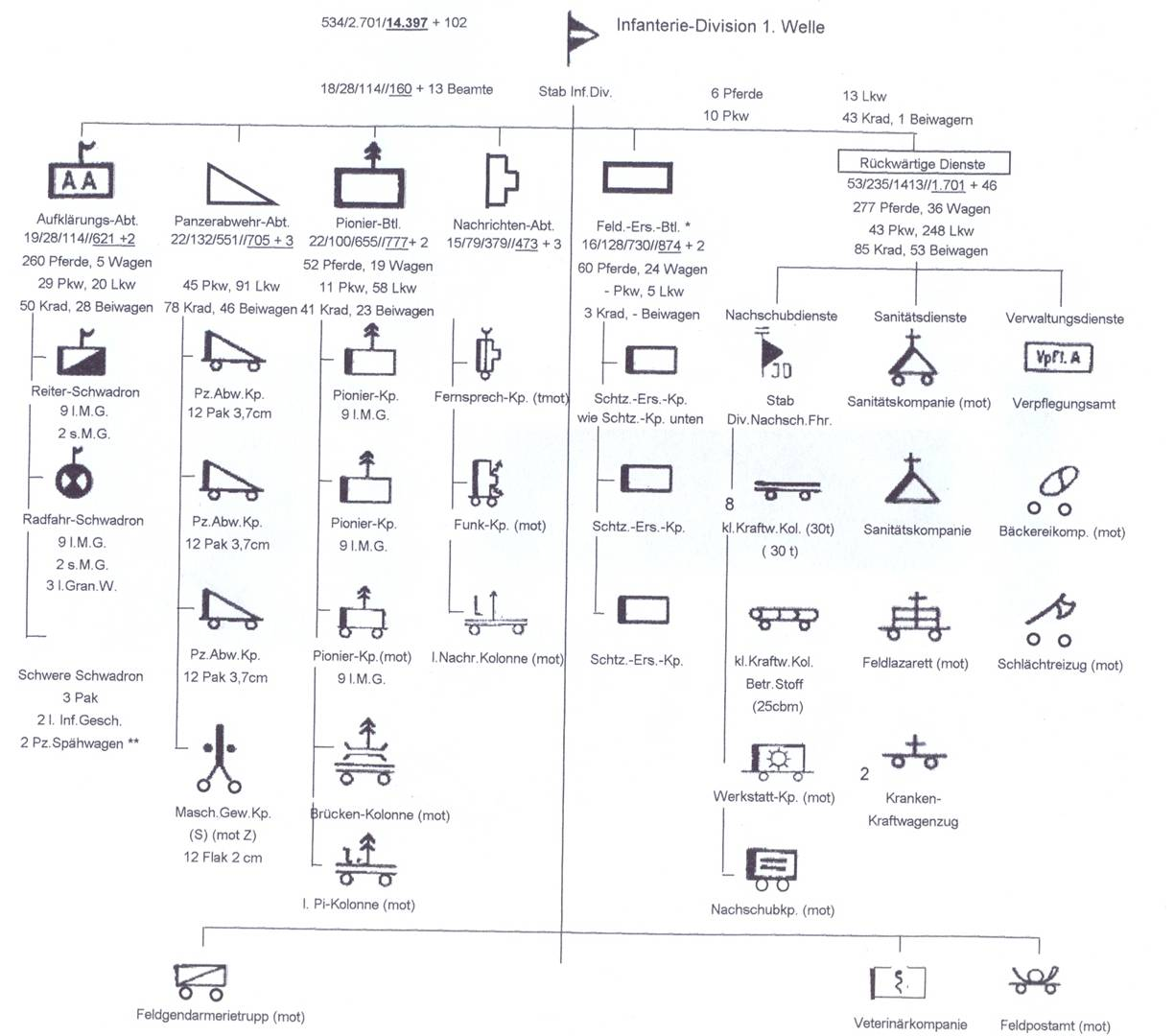
Типова структура піхотної дивізії вермахту 1-ї хвилі.

Піхо́тна диві́зія вермахту (нім. Infanterie-Divisionen der Wehrmacht або Inf.Div) — основне загальновійськове тактичне з'єднання, піхотна дивізія сухопутних військ у складі Збройних сил Третього рейху, яка призначалась для ведення бойових дій на сухопутному ТВД у складі армійських корпусів (польових армій), а іноді й самостійно.

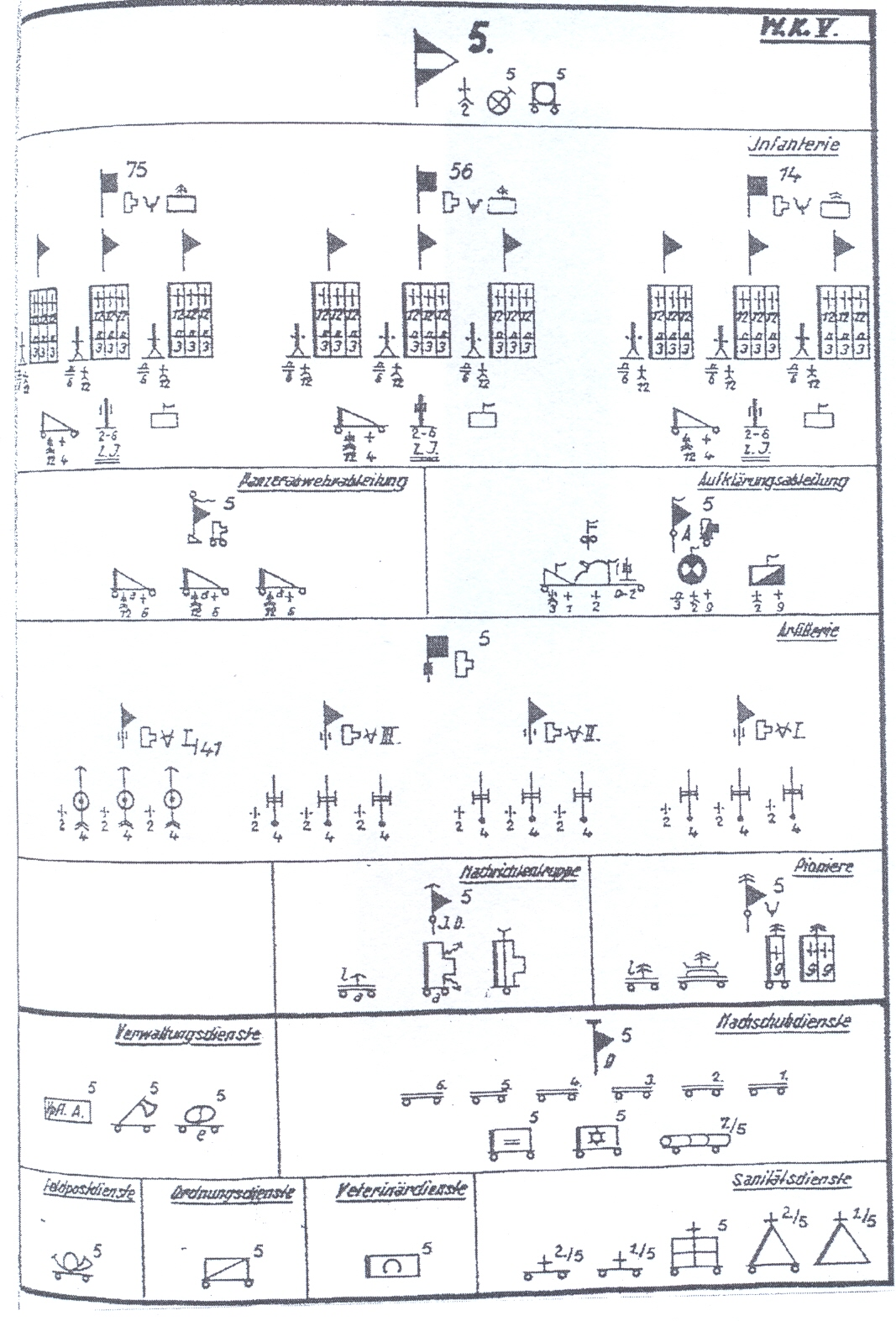
Організаційно-штатна структура 5-ї піхотної дивізії вермахту. 1940

Піхотна дивізія вермахту складалась з трьох піхотних полків (по три піхотних батальйони в кожному), одного артилерійського полку (3 легких та один важкий артилерійські дивізіони), розвідувального батальйону, протитанкового дивізіону, саперного батальйону, батальйону зв'язку, медичного батальйону, запасного батальйону та тилових служб.

## Історія

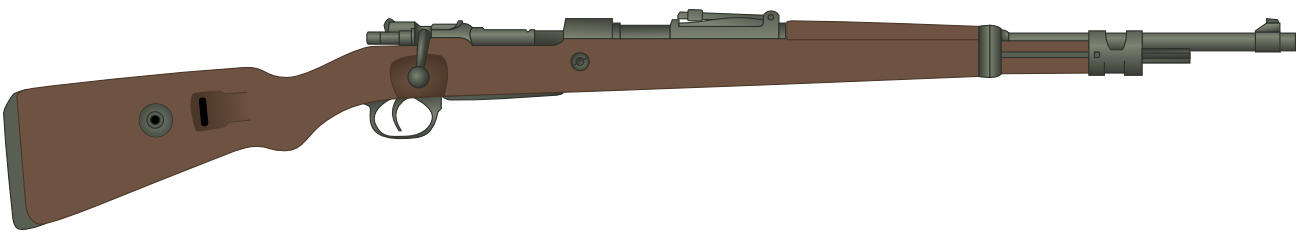
Гвинтівка Karabiner 98k

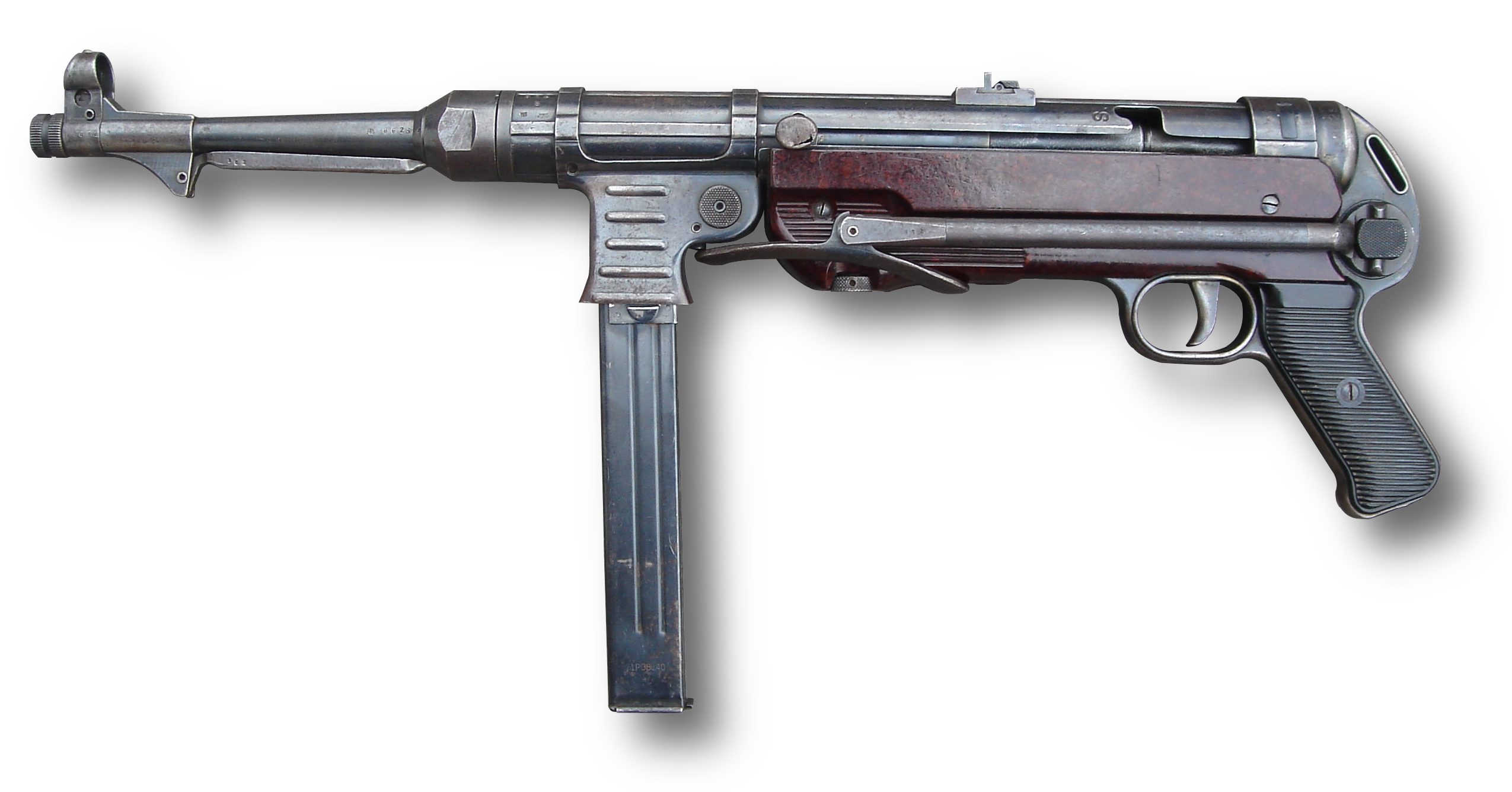
Пістолет-кулемет MP-40

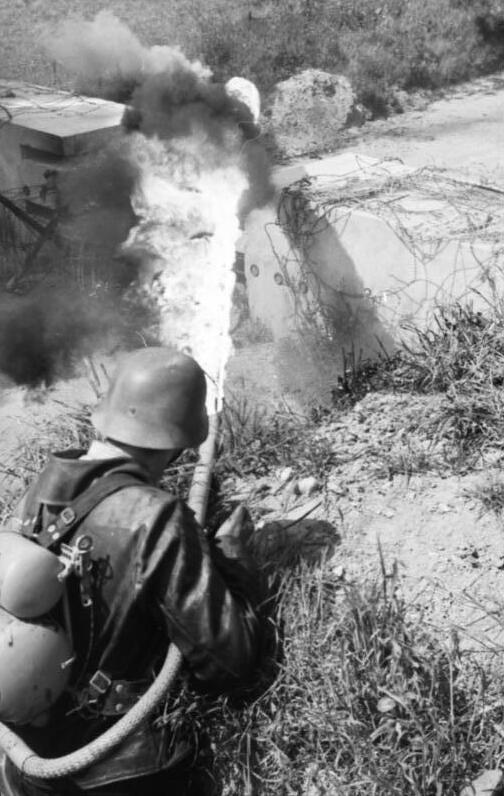
Вогнемет Flammenwerfer 35

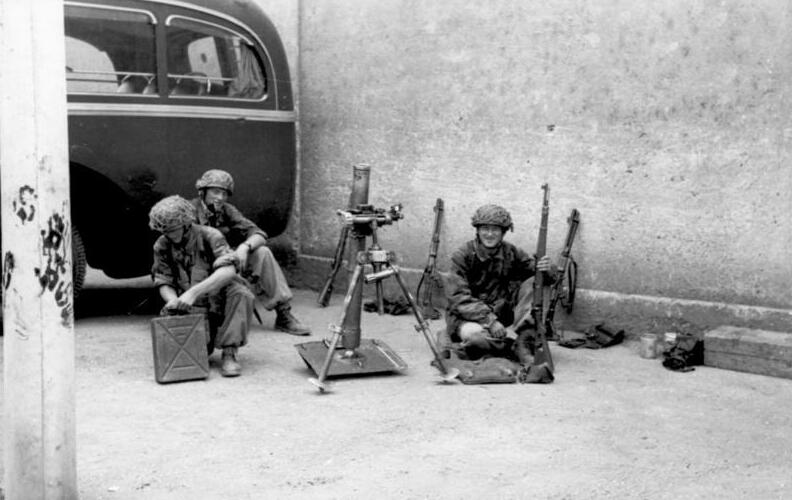
81-мм важкий міномет Granatwerfer 34

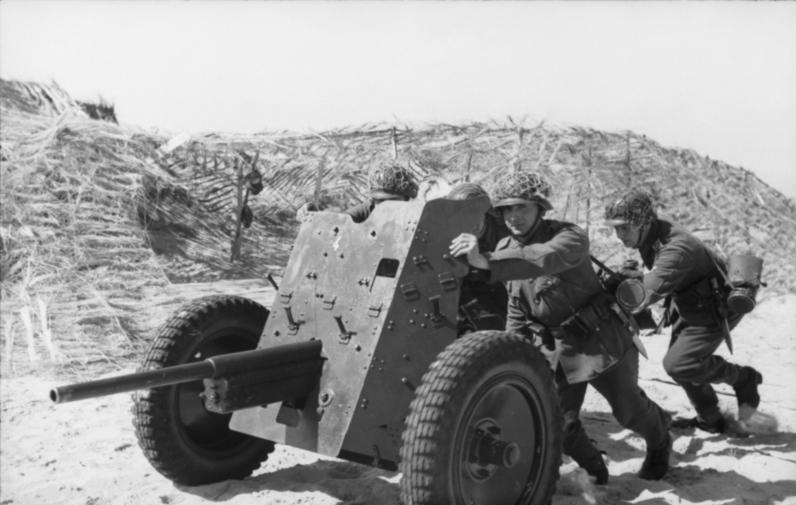
37-мм протитанкова гармата Pak 35/36

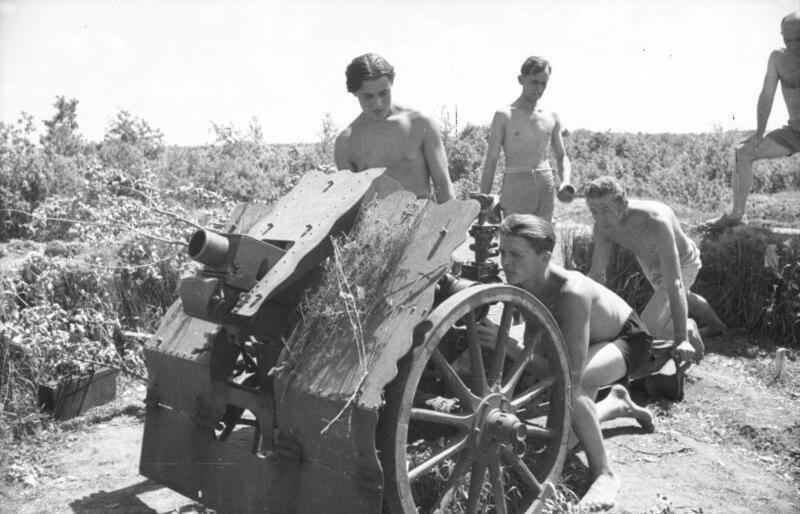
75-мм легка піхотна гармата leGebIG 18

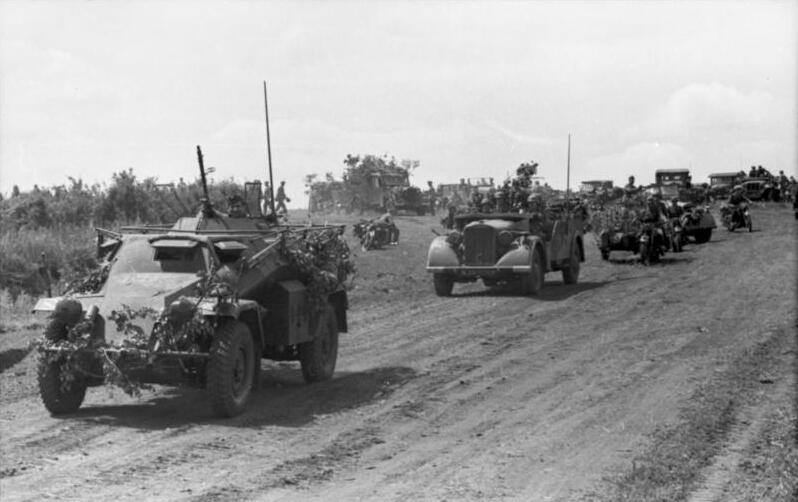
Легкий розвідувальний бронеавтомобіль Sd.Kfz. 221 у голові колони німецької дивізії. Червень 1942

16 березня 1935 року на основі збройних сил Веймарської республіки — рейхсвера — створюються нові збройні сили нацистської Німеччини — вермахт. За станом на 1934 рік сухопутні війська Німеччини налічували 21 піхотну дивізію. З введення в 1935 році військової повинності, і до початку війни вермахт мав уже 41 піхотну дивізію (з 1-ї по 46-ту, піхотних дивізій з номерами 13, 37, 40, 42 і 43 у складі вермахту ніколи не існувало).
Під час війни пройшло 35 так званих «хвиль мобілізації» нових дивізій. Остання зі сформованих піхотних дивізій носила номер 719, хоча всього за час війни було сформовано тільки 294 піхотні дивізії. Деякі з цих дивізій переформували в мотопіхотні дивізії, а деякі з часом розформували. Решта дивізій з 719 були навчальними (нім. Feldausbildungsdivisionen), охорони (нім. Sicherungsdivisionen), гарнізонними (нім. Bodenstaendige Divisionen), дивізіями берегової оборони (нім. Kuestenverteiligungsdivisionen), запасними та навчальними (нім. Ersatz- und Ausbildungsdivisionen) дивізіями.
В останні роки війни формальний статус дивізій отримали деякі бойові групи — імпровізовані бойові частини, котрі значно поступалися звичайним піхотним дивізіям за чисельністю.
З розв'язанням війни у вересні 1939 — 38 німецьких піхотних дивізій брали участь у Польській кампанії, 38 дивізій у цей час знаходилися на Західному фронті.
У 1940 — 5 дивізій брали участь в Норвезькій кампанії.
У травні 1940 — до початку Французької кампанії вермахт мав 141 піхотну дивізію, 123 з яких брали участь у боях у Франції, 5 входили до складу окупаційних військ в Польщі, 5 перебували в Данії і Норвегії, а 8 залишалися для забезпечення оборони Рейху. Після Французької кампанії 23 піхотні дивізії були розформовані або перетворені.
1941 — 4 дивізії брали участь у Балканській кампанії.
1941 — до початку війни з Радянським Союзом вермахт мав 152 дивізії, з яких 100 перебували на сході, 38 — на заході, 8 — в Норвегії, 8 — на Балканах, одна в Данії і одна у Фінляндії. Після початку боїв число дивізій на Сході зросло до 119.
1944 — до початку висадки союзників у Нормандії, на оборонних позиціях Атлантичного валу у Франції, Бельгії та Голландії знаходилося 17 піхотних дивізій.
Хоча дивізії не завжди мали однакову структуру, відмінності в їхньому штатному розкладі були мінімальні. Значні організаційні відмінності зустрічалися дуже рідко. Більшість німецьких дивізій також мали один польовий запасний батальйон, що складався з 3-5 рот.

## Структура дивізії

### Чисельність та оснащеність озброєнням
Піхотні дивізії першої хвилі у відповідності до штатного розкладу (нім. Kriegsstärkenachweis, KStN) мали (без урахування польового запасного батальйону): 518 офіцерів, 102 службовці, 2 573 унтер-офіцери і 13 667 солдатів; загальна чисельність дивізії становила 16 860 осіб. Жіночого персоналу у складі піхотних дивізій не було.
Озброєння дивізії складалося з: 3 681 пістолета, 12 609 гвинтівок Mauser 98, 312 пістолетів-кулеметів MP-40, 90 протитанкових рушниць Panzerbüchse 39, 425 ручних кулеметів MG-34, 110 станкових кулеметів, 84 50-мм легких мінометів Granatwerfer 36, 54 81-мм важких мінометів Granatwerfer 34, 75 37-мм протитанкових гармат Pak 35/36, 20 75-мм легких піхотних гармат leGebIG 18, 36 105-мм легких піхотних гаубиць leFH 18, 6 150-мм важких полкових гармат sIG 33, 12 150-мм важких польових гаубиць sFH 18, 9 вогнеметів Flammenwerfer 35 і 3 легких розвідувальних бронеавтомобілі Sd.Kfz. 221.
Транспортними засобами дивізії були: 1 743 верхових коні, 3 632 тяглових коні, 895 возів, 31 причеп, 500 велосипедів, 530 мотоциклів (190 з колясками), 394 автомобілів, 536 вантажівок (67 з причепами).

### Штатна структура

#### Командування та штаб
Командир дивізії (нім. Divisionskommandeur) — генерал-майор/генерал-лейтенант.
Штаб дивізії (98 офіцерів та фельдфебелів):

Оперативний відділ штабу:
- начальник оперативного відділу[4] — оберстлейтенант (нім. Ia 1. Generalstabsoffizier);
- офіцер для поручень-заступник нач. опер.відділу — майор (нім. O1 1. Ordonnanzoffizier);
- офіцер генерального штабу-начальник розвідки — гауптман (нім. Ic 3. Generalstabsoffizier);
- офіцер для поручень — оберлейтенант (нім. O3 3. Ordonnanzoffizier);
- начальник артилерії (командир артилерійського полку) (нім. Divisionsartillerieführer);
- начальник інженерних військ (командир інженерного батальйону) (нім. Divisionspionierführer);
- начальник зв'язку (командир батальйону зв'язку) (нім. Divisionsnachrichtenführer).

Відділ ад'ютантів персоналу штабу:
- дивізійний ад'ютант (по офіцерському складу) — майор (нім. IIa Divisionsadjutant);
- заступник дивізійного ад'ютанта (по сержантах та солдатах) — гауптман (нім. IIb Vertreter Divisionsadjutant);
- військовий юрист (нім. III Divisionskriegsgericht).

Управління квартирмейстера штабу:
- офіцер генерального штабу-старший квартирмейстер — майор (нім. Ib 2. Generalstabsoffizier);
- офіцер для поручень-заступник старшого квартирмейстера — гауптман (нім. O2 2. Ordonnanzoffizier);
- офіцер забезпечення оснащенням, боєприпасами та майном — гауптман (нім. Ib/WuG);
- офіцер забезпечення АТТ — гауптман (нім. Ib/Kfz);
- дивізійний інтендант постачання продовольством та фуражем — гауптман (нім. IVa Divisionsintendant);
- начальник медико-санітарної служби дивізії (нім. IVb Divisionsarzt);
- начальник ветеринарної служби дивізії (нім. IVc Divisionsveterinär);
- католицький та євангелічний пастор (нім. IVd Katholischer und evangelischer Pfarrer);
- начальник фінансової служби та бухгалтерії дивізії (нім. IVz Stabszahlmeister mit Rechnungsstelle);

Підрозділи забезпечення штабу: мотоциклетний кур'єрський взвод, картографічний або друкарський взвод з 2-мя кулеметами.
Транспорт штабу дивізії: 2 автобуси; 29 легкових та вантажних автомобілів; 17 мотоциклів; декілька верхових коней.

#### Бойові частини
Піхотний полк
3 піхотні полки по 3 049 осіб (чисельність: 75/7/493/2474 (офіцери/службовці/унтер-офіцери/солдати).
Командування полку:
- командир полку (оберст),
- ад'ютант,
- офіцер для поручень,
- офіцер зв'язку.

Кожен полк мав у складі:
- штаб полку;
- взвод зв'язку (командир — лейтенант);
- кавалерійський взвод (командир — оберфельдфебель);
- саперний взвод (командир — лейтенант);
- полковий оркестр.
- 3 піхотних батальйони.

Піхотний батальйон (у дивізії — 9)
Штат батальйону нараховував: командира (оберстлейтенант або майор), 13 офіцерів, 1 службовець, 846 унтерофіцерів і солдатів і мав 131 коня.
У складі кожного батальйону:
- штаб батальйону (командир батальйону, ад'ютант, помічник ад'ютанта, батальйонний лікар і батальйонний ветеринар) зі штабним відділенням;
- взвод зв'язку;
- три піхотні роти з 12 ручними кулеметами, 3 легких міномети і 3 протитанкових рушниці,
- одна кулеметна рота (нім. Maschinengewehrkompanie) з 12 станковими кулеметами і 6 мінометів.
- обоз з 1-ї групи і 2-ї групи постачання, пересувної майстерні.

Рота полкової артилерії (на кінній тязі)6 75-мм легких гармат, 2 150-мм важкі гармати.
Рота винищувачів танків (моторизована) (нім. Panzerjägerkompanie)12 37-мм протитанкових гармат, 4 ручних кулемети (командир — оберлейтенант)
Колонна легкої піхоти (нім. leichte Infanteriekolonne)
Розвідувальний загін (нім. Aufklärungsabteilung) (чисельність19/2/90/512):
- штаб
- моторизований розвідувальний взвод (9 ручних кулеметів)
- відділення велосипедистів (нім. Radfahrschwadron): 9 ручних кулеметів, 2 станкових кулемети, 3 легких міномети
- важкий (моторизований) дивізіон: 2 × 75-мм легких піхотних гармати, 3 × 37-мм протитанкових гармати, 3 легких бронеавтомобілі.

Моторизований загін винищувачів танків (нім. Panzerjägerabteilung)
- штаб і взвод зв'язку;
- 3 роти винищувачів танків: 12 × 37-мм протитанкових гармат, 6 ручних кулеметів.

Усі частини дивізії, за винятком штабу та роти винищувачів танків, використовували кінну тягу.

#### Артилерія
Артилерійський полк (чисельність114/10/427/2321 (офіцери/службовці/унтер-офіцери/солдати):
- штаб і взвод зв'язку;
- 3 легких артилерійських дивізіони:
  - штаб,
  - взвод зв'язку
  - взвод коректувальників,
  - по 3 батареї — в кожній 4 × 105-мм легкі польові гаубиці і два ручних кулемети.

- Артилерійська колона.

- Важкий артилерійський дивізіон:
  - штаб,
  - взвод зв'язку,
  - коригувальний взвод;
  - картографічний взвод,
  - по 3 батареї — в кожній 4 важкі польові гаубиці.

#### Підрозділи підтримки та забезпечення
Саперний батальйон (командир батальйону — майор; чисельність17/1/60/442 (офіцери/службовці/унтер-офіцери/солдати):
- штаб
- батальйонний оркестр,
- 3 саперні роти (2 на кінній тязі, 1 моторизована), 3 протитанкових рушниці, 3 вогнемети.
- 1 моторизована колона мостоукладальників.
- 1 легка моторизована саперна колона.

Батальйон зв'язкуштаб, телефонна рота (частково моторизована), 1 радіорота (моторизована), 1 легка рота зв'язку (моторизована).
Тилові службипродовольчий загін, пекарна рота, скотобійний взвод (всі моторизовані).
Служби постачання6 колон постачання (3 кінні, 3 моторизовані), паливна колона, ремонтна рота, рота постачання.
Медичні служби2 медичні роти (1 кінна, 1 моторизована), 1 польовий госпіталь (моторизований), 2 моторизовані санітарних взводи.
Ветеринарні служби1 ветеринарна служба (кінна).
Військова поліціявзвод військової поліції.
Поштова службапоштове відділення (моторизований).

### Штат, озброєння та військова техніка піхотних дивізій вермахту за роками
| Особовий склад            | 1-ша хвиля мобілізації | 2-га хвиля мобілізації | 3-тя хвиля мобілізації | 4-та хвиля мобілізації | Піхотні дивізії 1944 року | Піхотні дивізії 1945 року |
| ------------------------- | ---------------------- | ---------------------- | ---------------------- | ---------------------- | ------------------------- | ------------------------- |
| Офіцери                   | 518                    | 491                    | 578                    | 491                    | 333                       | 352                       |
| Службовці                 | 102                    | 98                     | 94                     | 99                     | 70                        | 29                        |
| Унтерофіцери              | 2 573                  | 2 273                  | 2 722                  | 2 165                  | 2 164                     | 1 947                     |
| Рядові                    | 13 667                 | 12 411                 | 14 507                 | 12 264                 | 10 205                    | 9 581                     |
| Загалом                   | 16 860                 | 15 273                 | 17 901                 | 15 019                 | 12 772                    | 11 909                    |
| Зброя та озброєння        | 1-ша хвиля мобілізації | 2-га хвиля мобілізації | 3-тя хвиля мобілізації | 4-та хвиля мобілізації | Піхотні дивізії 1944 року | Піхотні дивізії 1945 року |
| Пістолети                 | 3 681                  | 3 801                  | 4 640                  | 3 639                  | 2 013                     | 1 563                     |
| Гвинтівки                 | 12 609                 | 10 828                 | 11 423                 | 10 807                 | 8 598                     | 7 594                     |
| Кулемети                  | 535                    | 459                    | 709                    | 457                    | 716                       | 536                       |
| Польова артилерія         | 26                     | =                      | =                      | 20                     | 25                        | 35                        |
| Протитанкові гармати      | 75                     | =                      | =                      | =                      | 23                        | 11                        |
| Важкі гармати та міномети | 48                     | =                      | =                      | =                      | 43                        | 37                        |
| Мотоцикли                 | 530                    | 497                    | 425                    | 529                    | 168                       | 138                       |
| Танки                     | 394                    | 393                    | 330                    | 359                    | 167                       | 146                       |
| Вантажні автомобілі       | 536                    | 509                    | 248                    | 536                    | 370                       | 185                       |
| Коні                      | 5 375                  | 4 854                  | 6 033                  | 4 077                  | 3 979                     | ----                      |

## Відео
- Organization & Structure of a German Infantry Division in World War 2